# Manuel Luís
Manuel Luís (Turquel, Alcobaça, 8 de julho de 1926 – Mercês, Lisboa, 5 de julho de 1981) foi um sacerdote católico e compositor português. 
O Padre Manuel Luís destaca-se como o grande impulsionador da música litúrgica em português, após o Concílio Vaticano II e a abertura da liturgia às línguas comuns. Musicando os textos litúrgicos em português, criou um vastíssimo repertório, ainda hoje utilizado em todo o país. No parecer de D. Manuel Clemente, Cardeal-Patriarca de Lisboa, o Padre Manuel Luís "é um nome cimeiro dessa geração de homens, grandes compositores de música sacra, que, em todo o nosso país, nos ofereceram estas melodias de uma liturgia que se reencontrou com a simplicidade e com a verdade das origens cristãs, e sobretudo com o sentido da assembleia".

## Biografia
Formou-se no Seminário Maior de Cristo-Rei dos Olivais, em Lisboa, tendo aprendido com Monsenhor Pereira dos Reis a importância da participação dos fiéis na liturgia.
Foi ordenado presbítero em 29 de Junho de 1951. Frequentou, entre 1951 e 1958, o Pontifício Instituto de Música Sacra, em Roma, onde se diplomou em Canto Gregoriano e Composição Musical Sacra. Depois de Roma, regressou ao Seminário dos Olivais, onde desenvolveu importante actividade pedagógica e onde onde dirigiu o coro polifónico, que tinha também à sua conta o serviço de liturgia e música da Sé Patriarcal.
Musicou, em 1966, textos para cantar na Semana Santa, como "Meu povo, que te fiz eu" para a Veneração da Santa Cruz na Sexta-feira Santa, salmos para a Vigília Pascal, e diversos cânticos pascais. Entre 1971 e 1973, publicou fascículos com os salmos responsoriais das missas da Quaresma e da Páscoa. A edição completa de salmos para as missas dos três anos litúrgicos (A, B e C), seria caso único em toda a Europa. Compôs ainda para a Liturgia das Horas.
A sua produção musical, de fundo gregoriano, mas enraizada no canto popular português, é apoiada nos textos da Bíblia, da tradição litúrgica e em poemas de Fernando Melro. A sua produção musical é essencialmente monódica e privilegia o órgão no acompanhamento harmónico. Publicou diversos artigos e cânticos na Nova Revista de Música Sacra, no Boletim de Música Litúrgica e no Boletim de Pastoral Litúrgica.
De 1969 a 1975 foi pároco de Sé de Lisboa, que anteriormente tinha estado entregue a seu tio, do mesmo nome, o Cónego Manuel Luís. Desde 1975, e até à morte em 1981, foi pároco da paróquia das Mercês na cidade de Lisboa.
Foi ainda Presidente da Comissão Portuguesa de Música Sacra desde 1965 até à sua morte.
De saúde bastante débil, veio a falecer prematuramente, aos 55 anos incompletos, no dia 5 de julho de 1981, no Hospital de Jesus, contíguo à igreja das Mercês, em Lisboa, onde era pároco.